# 神慰圣母堂 (托迪)

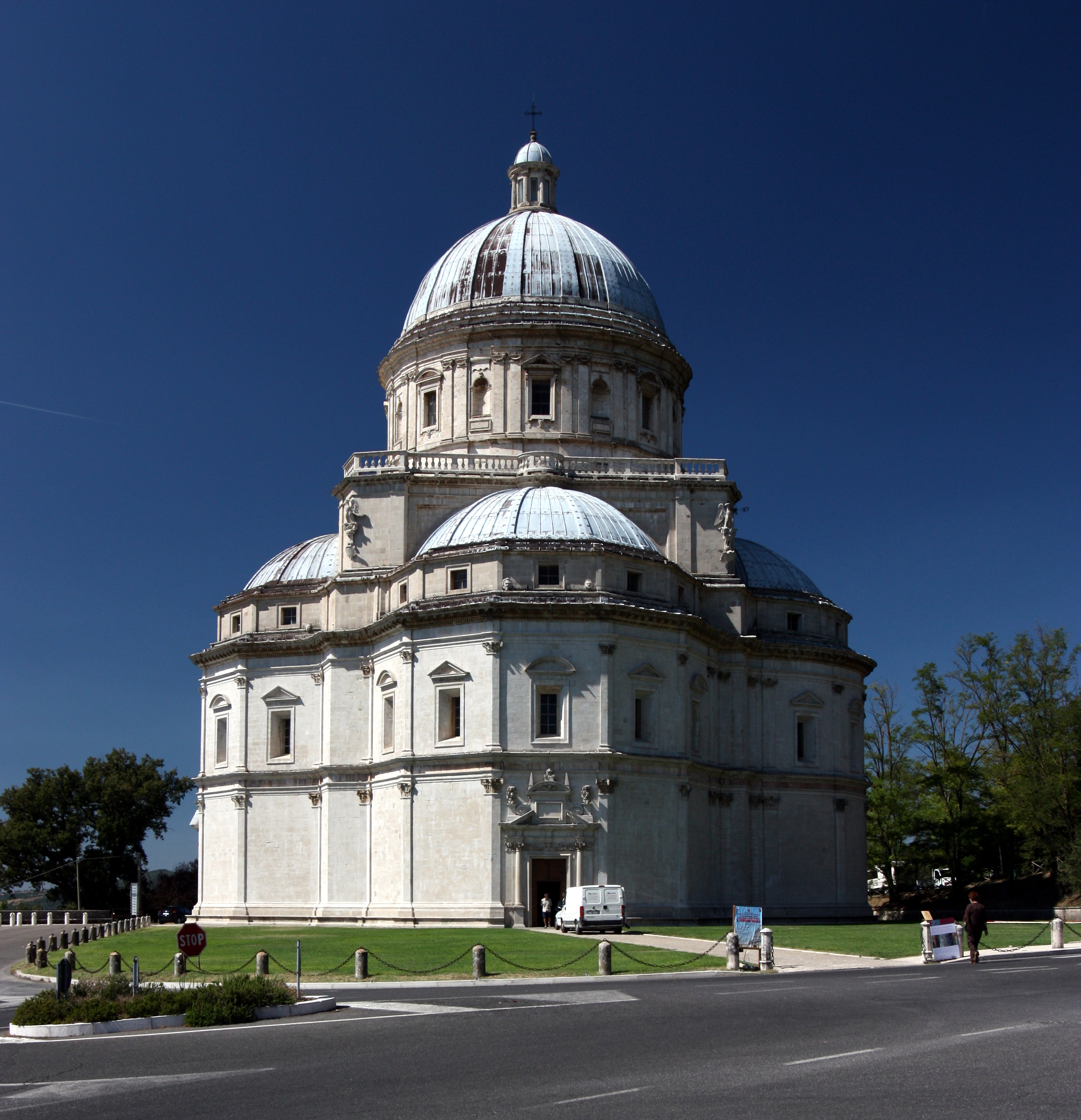
圣母神慰堂

圣母神慰堂（Santa Maria della Consolazione）是一座16世纪初文艺复兴风格朝圣教堂，位于意大利中部托迪，希腊十字平面，高大的穹顶。
施工开始于1508年，设计经常被错误地归于布拉曼特.

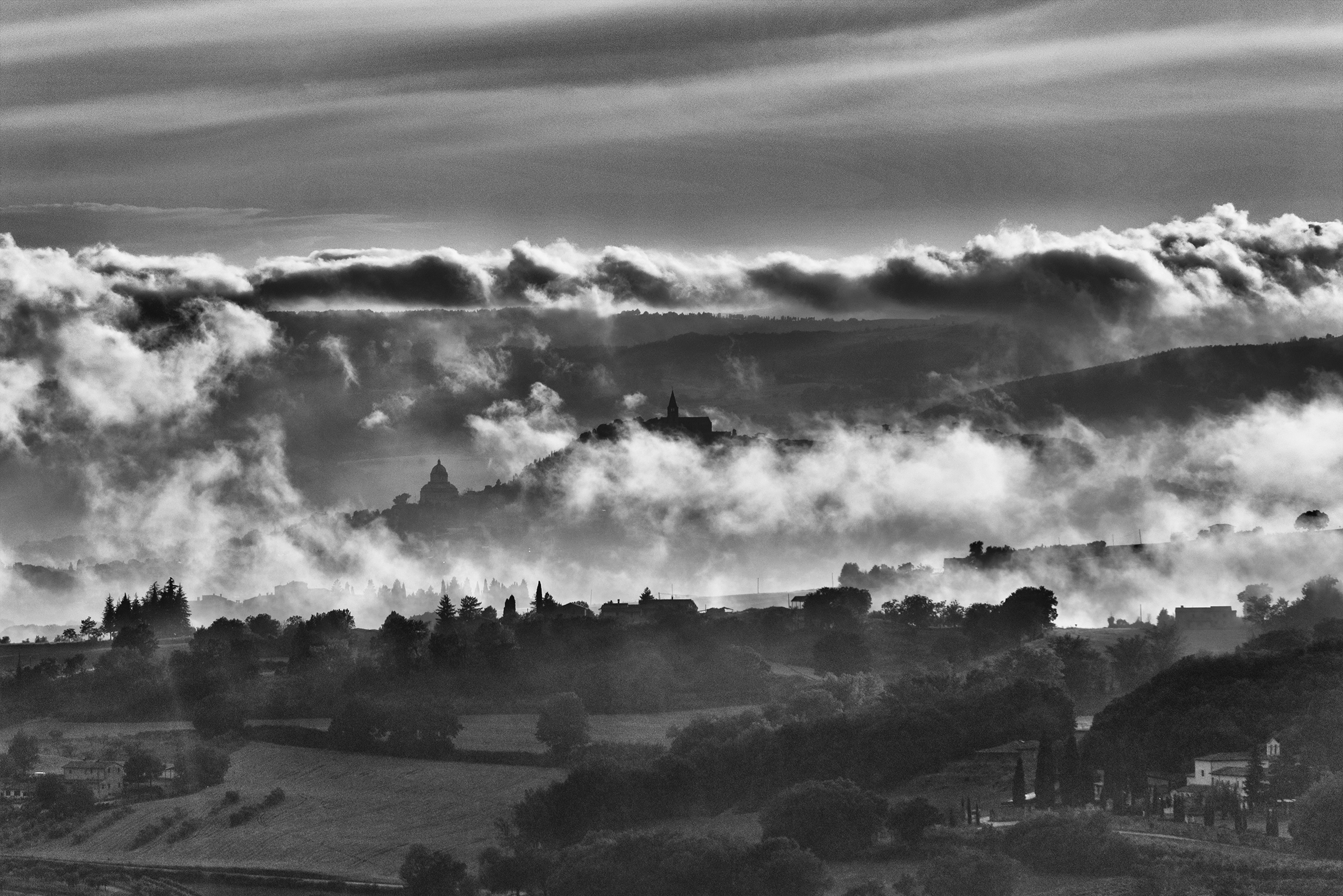
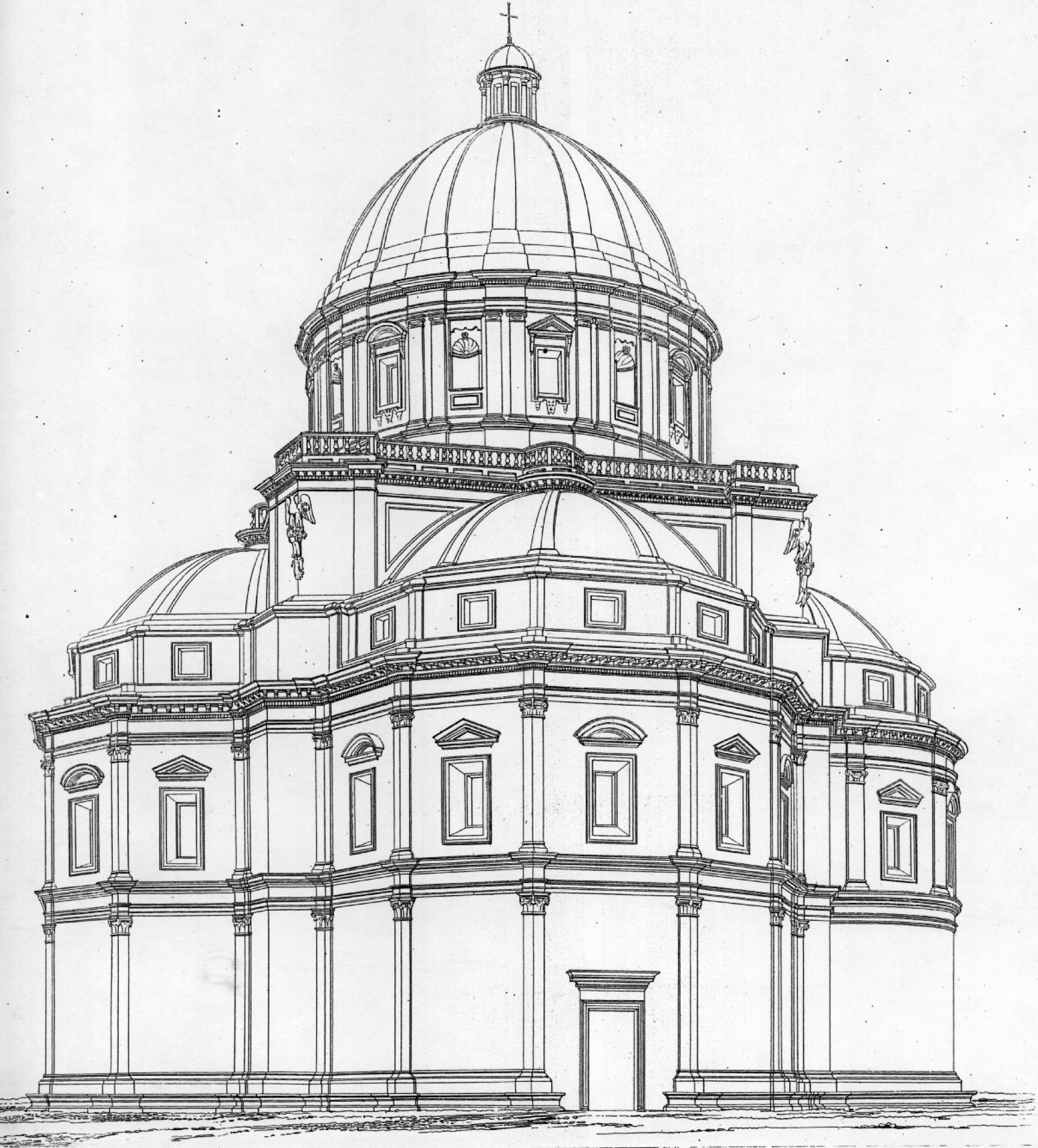
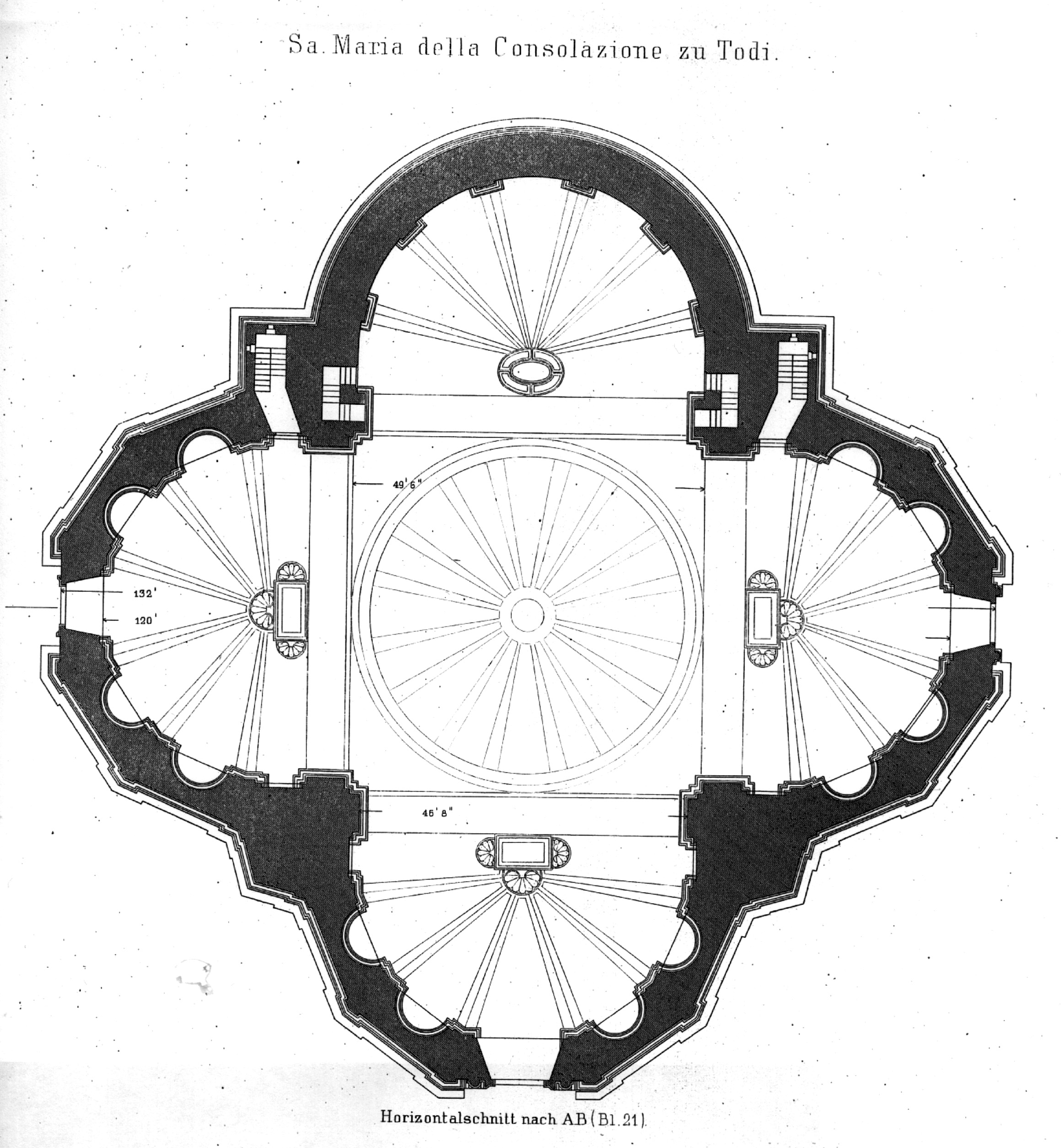